# Ophrys grampinii
Ophrys grampinii är en orkidéart som beskrevs av Fabrizio Cortesi. Ophrys grampinii ingår i ofryssläktet, och familjen orkidéer. Inga underarter finns listade i Catalogue of Life.